# Lygodactylus luteopicturatus
Espèce
Gecko nain à tête jaune,Lygodactylus luteopicturatusest une espèce de geckos de la famille des Gekkonidae.

## Répartition
Cette espèce se rencontre au Kenya et en Tanzanie.

## Description

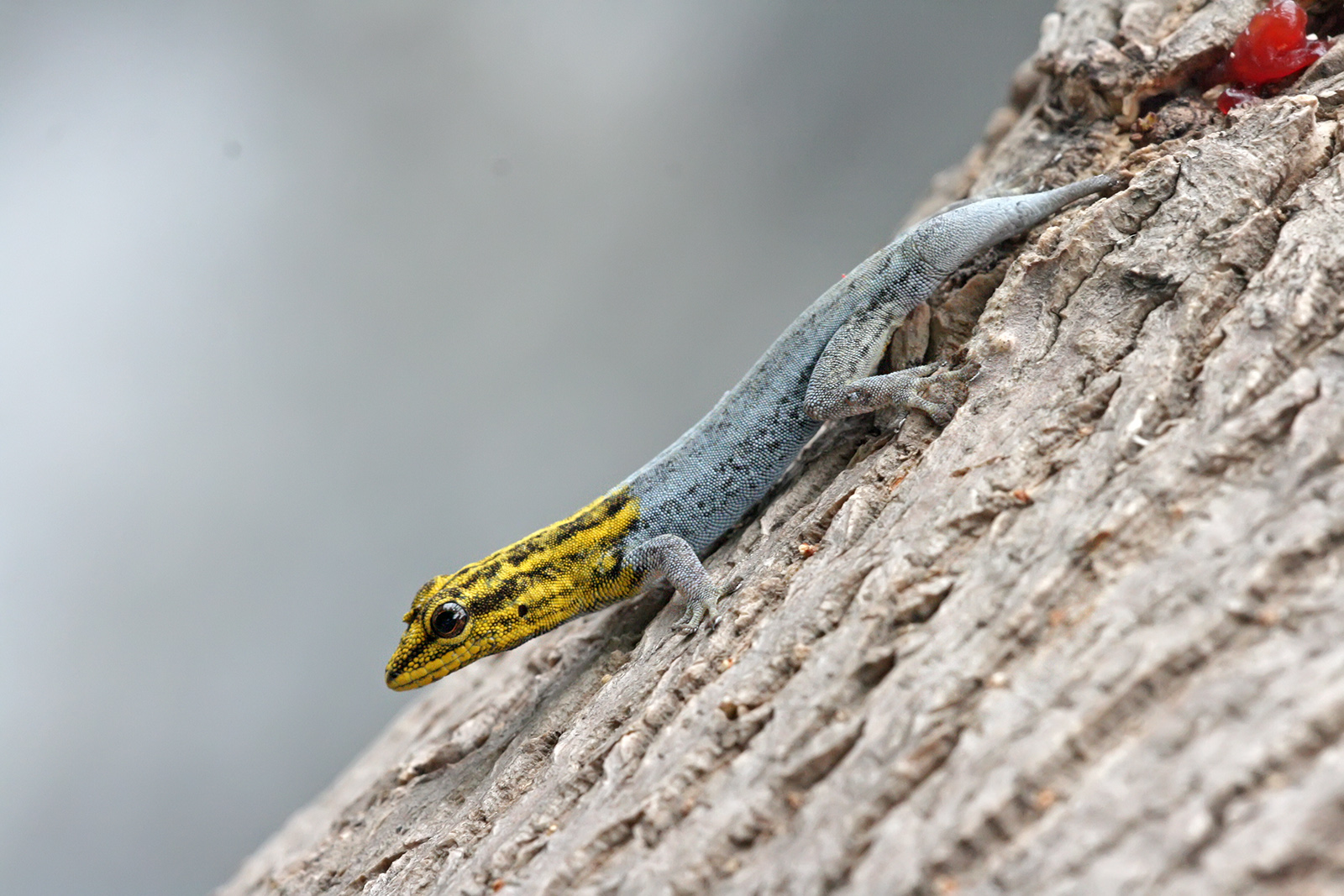
Lygodactylus luteopicturatus

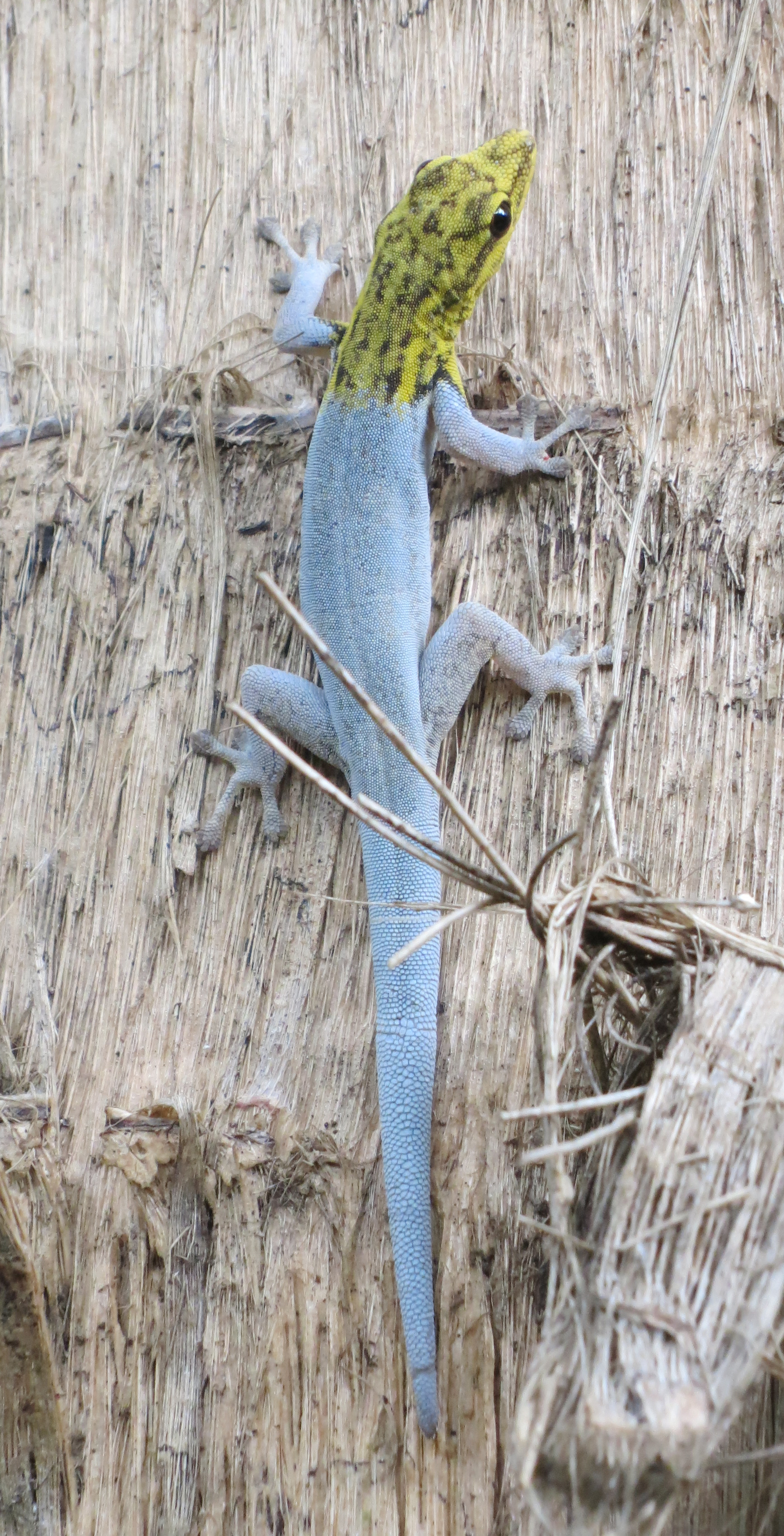
Lygodactylus luteopicturatus

C'est un gecko diurne et arboricole d'apparence assez svelte. La couleur dominante est le gris-bleu sur tout le corps, avec des lignes longitudinales un peu plus sombres, plus marquées sur la tête. Cette dernière est généralement plus claire, et jaune selon les individus.

## Liste des sous-espèces
Selon The Reptile Database (10 octobre 2012) :
- Lygodactylus luteopicturatus luteopicturatus Pasteur, 1964
- Lygodactylus luteopicturatus zanzibaritis Pasteur, 1964

## Publication originale
- Pasteur, 1964 : Recherches sur l'évolution des lygodactyles, lézards Afro-Malagaches actuels. Travaux de l'Institut scientifique Chérifien, série Zoologie, n. 29, p. 1-132.